# 抗体酶
抗体酶（Abzyme）也称催化性抗体，是具有催化活性的单克隆抗体。它是抗体的高度特异性与酶的高效催化性的结合产物，其实质是一类在可变区赋予了酶活性的免疫球蛋白。
抗体酶的历史可以追溯到莱纳斯·鲍林在1948年发的一篇论文。目前已有可催化10多种反应的抗体酶，例如酯和酰胺的水解。不过，抗体酶的催化活性一般不是很高，主要原因可能是抗原-抗体间的结合比酶的催化机制要简单得多。

## 历史
1946年，鲍林(Pauling)用过渡态理论阐明了酶催化的实质，即酶之所以具有催化活力是因为它能特异性结合并稳定化学反应的过渡态（底物激态），从而降低反应能级。1969年杰奈克斯(William P. Jencks)在过渡态理论的基础上猜想：若抗体能结合反应的过渡态，理论上它则能够获得催化性质。
1984年理查德·勒纳(Richard A. Lerner)进一步推测：以过渡态类似物作为半抗原，则其诱发出的抗体即与该类似物有着互补的构象，这种抗体与底物结合后，即可诱导底物进入过渡态构象，从而引起催化作用。根据这个猜想勒纳和彼得·舒尔茨(Peter G. Schultz)分别领导各自的研究小组独立地证明了：针对羧酸酯水解的过渡态类似物产生的抗体，能催化相应的羧酸酯和碳酸酯的水解反应。1986年美国Science杂志同时发表了他们的发现，并将这类具催化能力的免疫球蛋白称为抗体酶或催化抗体。1994年，彼得·舒尔茨和理查德·勒纳获得了著名的沃尔夫化学奖，以开发许多反应的催化抗体，并将他们的研究推广到一个重要的酶学领域。

## 特性
抗体酶具有典型的酶反应特性；与配体(底物)结合的专一性，包括立体专一性，抗体酶催化反应的专一性可以达到甚至超过天然酶的专一性；具有高效催化性，一般抗体酶催化反应速度比非催化反应快104～108倍，有的反应速度已接近于天然酶促反应速度；抗体酶还具有与天然酶相近的米氏方程动力学及pH依赖性等。
将抗体转变为酶主要通过诱导法、引入法、拷贝法三种途径。诱导法是利用反应过渡态类似物为半抗原制作单克隆抗体，筛选出具高催化活性的单抗即抗体酶；引入法则借助基因工程和蛋白质工程将催化基因引入到特异抗体的抗原结合位点上，使其获得催化功能，拷贝法主要根据抗体生成过程中抗原-抗体互补性来设计的。博莱克(Pollack)等以硝基苯酚磷酸胆碱酯作为半抗原诱导产生单抗，经筛选找到加快水解反应1.2万倍的抗体酶。

## 主要功能
抗体酶可催化多种化学反应，包括酯水解、酰胺水解、酰基转移、光诱导反应、氧化还原分应、金属螯合反应等。其中有的反应过去根本不存在一种生物催化剂能催化它们进行，甚至可以使热力学上无法进行的反应得以进行。
抗体酶的研究，为人们提供了一条合理途径去设计适合于市场需要的蛋白质，即人为地设计制作酶。它是酶工程的一个全新领域。利用动物免疫系统产生抗体的高度专一性，可以得到一系列高度专一性的抗体酶，使抗体酶不断丰富。随之出现大量针对性强、药效高的药物。立本专一性抗体酶的研究，使生产高纯度立体专一性的药物成为现实。以某个生化反应的过渡态类似物来诱导免疫反应，产生特定抗体酶，以治疗某种酶先天性缺陷的遗传病。抗体酶可有选择地使病毒外壳蛋白的肽键裂解，从而防止病毒与靶细胞结合。抗体酶的固定化已获得成功，将大大地推进工业化进程。